# Енді Фордгем
Енді Фордгем (англ. Andy Fordham; 2 лютого 1962 — 15 липня 2021)  — колишній англійський професійний гравець в дартс, чемпіон світу (BDO) з дартсу 2004 року.

## Кар'єра
У 1995 році вперше брав участь в чемпіонаті світу BDO. У 2009 році Фордгем дебютував в турнірах PDC, але 2013 року повернувся до BDO.